# دي فورد
دي فورد (بالإنجليزية: Dee Ford)‏ هو لاعب كرة قدم أمريكية أمريكي، ولد في 19 مارس 1991 في أودن فيل في الولايات المتحدة.

## وصلات خارجية
- دي فورد على موقع مرجع كرة القدم المحترفة.كوم (الإنجليزية)